# Janalychas granulatus
Espèce
Janalychas granulatus est une espèce de scorpions de la famille des Buthidae.

## Distribution
Cette espèce est endémique d'Inde. Elle se rencontre au Maharashtra et à Goa.

## Description
Le mâle holotype mesure 51,95 mm, les mâles mesurent de 28,17 à 55,17 mm et les femelles de 44,44 à 52,38 mm.

## Publication originale
- Mirza, 2020 : « Two new species of buthid scorpion of the genus Janalychas Kovařík, 2019 (Arachnida: Scorpiones: Buthidae) from the Western Ghats, India. » Arachnology, vol. 18, no 4, p. 316–324.